# Haematopota furians
Haematopota furians är en tvåvingeart som beskrevs av Edwards 1916. Haematopota furians ingår i släktet Haematopota och familjen bromsar. Inga underarter finns listade i Catalogue of Life.